# Nicoleta Grasu
Lenuţa Nicoleta Grădinaru-Grasu, romunska atletinja, * 11. september 1971, Secuieni, Romunija.
Nastopila je na poletnih olimpijskih igrah v letih 1992, 1996, 2000, 2004, 2008 in 2012, kot najboljši uvrstitvi je dosegla peto in sedmo mesto v metu diska. Na svetovnih prvenstvih je osvojila srebrno medaljo leta 2001 ter bronaste medalje v letih 1999, 2007 in 2009, na evropskih prvenstvih pa srebrno medaljo leta 2010 ter bronasti medalji v letih 1998 in 2006.